# Lollarder
Lollarder var ett smädesnamn på anhängare till John Wycliffe som under senmedeltiden utgjorde en kyrkokritisk oppositionsrörelse i England.
Lollarderna kritiserade påvedömet och den förvärldsligade hierarkin och krävde lydnad gentemot "Kristi lag" i bibeln, bokstavligt tolkad. Det betydde också att man ifrågasatte feodalsamhället. Lollarderna fick skulden för bondeupporet 1381. Efter Wycliffes död framlades utifrån lollardiska strömningen en petition om kyrkliga reformer 1395 där krig betecknades som brott mot "Kristi lag". Snart angreps dock lollarderna av kung, prästerskap och adel, från 1401 med inkvisition och bålbränning. 1409 utfärdades förbud mot läsande av icke godkända bibelöversättningar. 1417 avrättades lollardernas ledare John Oldcastle. 
Trots förföljelser överlevde lollarderna som hemliga bibelläsande sällskap, från vilka antiklerikala åsikter utbreddes bland folket. Vid reformationen uppgick lollarderna i puritanismen.